# ベルンハルト・フォン・ザクセン＝ヴァイマル＝アイゼナハ (1878–1900)
ベルンハルト・フォン・ザクセン＝ヴァイマル＝アイゼナハ（ドイツ語: Prinz Bernhard von Sachsen-Weimar-Eisenach, 1878年4月18日 - 1900年10月1日）は、ドイツ・ザクセン＝ヴァイマル＝アイゼナハ大公家の大公子。

## 生涯
ザクセン＝ヴァイマル＝アイゼナハ大公世子カール・アウグストと、その妻で同族のヘルマン大公子の娘パウリーネの間の次男。全名はベルンハルト・カール・アレクサンダー・ヘルマン・ハインリヒ・ヴィルヘルム・オスカー・フリードリヒ・フランツ・ペーター（Bernhard Carl Alexander Hermann Heinrich Wilhelm Oscar Friedrich Franz Peter）。大公家の跡継ぎと決まっていた兄ヴィルヘルム・エルンストとは対照的に、末っ子として家族に可愛がられ、比較的自由に育てられたこともあり、気ままで無頓着な性格に育った。ベルンハルトは華奢で小柄な体格だったが、各種のスポーツ競技に強い情熱を注いだ。陽気で誰とでも仲良くなれる人懐こい性格のおかげで、多くの人から好かれていた。
1890年より、兄と一緒に、ドイツ皇帝ヴィルヘルム2世も学んだことのあるカッセルのヴィルヘルム中等教育学校で学んだ。その後、ポツダム駐屯のプロイセン陸軍第3近衛槍騎兵連隊に入隊した。同連隊には、後に兄ヴィルヘルム・エルンストの下でヴァイマルの文芸振興事業に携わるハリー・ケスラー伯爵も1892年に1年志願兵役として入隊していた。
ベルンハルトと兄ヴィルヘルム・エルンストは、オランダ王家出身の祖母ソフィーから、オランダ王位継承権及びオランダ王家の所有する所領の一部を相続した。ベルンハルトは1897年の祖母の死去に伴い、ポーゼン州のラコト城（現コシチャン）及びシュテンシェヴォ荘園（現ステンシェフ）を遺贈された。
1900年、22歳の若さで急死した。「ベルンハルトはヴァルトブルクでの軍事演習に従軍した際に悪い風邪をひいたが、それを気にもせず実家での狩猟パーティに参加した。そのため、家族や友人は、彼が日曜の晩餐会を欠席して自室のベッドで高熱に苦しんでいるとときも、さほど心配しなかった。月曜日の朝、大公子はさらに高い熱が出ていたにもかかわらず、看病していた侍医たちと冗談を交わしながら朝食代わりの紅茶を飲んだ。その直後、倒れて人事不省に陥り、祖父の大公殿下が駆けつけて、永遠の眠りについた孫の冷たくなっていく手を握りしめた。兄の大公世子はシュレジエンの私邸に滞在中で、死に目に会えなかった。大公家は大公子の病状について、すぐに急性の肺結核という診断を下した。」